# Harry Markowitz
Pour les articles homonymes, voir Markowitz.
Harry Max Markowitz, né le 24 août 1927 à Chicago (Illinois) et mort le 22 juin 2023 à San Diego (Californie) est un économiste américain.
Il est l'auteur du modèle de « diversification efficiente » selon la théorie moderne du portefeuille d'actifs financiers. Il reçoit le prix de théorie John-von-Neumann en 1989 et est lauréat du Prix de la Banque de Suède en 1990.

## Travaux
Harry Markowitz, d'origine polonaise, développa la base mathématique et les conséquences de cette analyse dans sa thèse soutenue en 1954. Milton Friedman, qui faisait partie du jury, lui aurait déclaré : « Harry, ceci n'est pas une thèse d'économie, et nous ne pouvons vous donner un doctorat d'économie pour quelque chose qui n'est pas de l'économie. Ce n'est pas des maths, ce n'est pas de l'économie, ce n'est même pas de la gestion ».